# نارومی کاکینوچی
نارومی کاکینوچی (انگلیسی: Narumi Kakinouchi؛ زادهٔ ۲۱ مارس ۱۹۶۲) مانگاکا، پویانما و کارگردان اهل ژاپن است.